# Командование по оказанию военной помощи Вьетнаму
Командование по оказанию военной помощи Вьетнаму (англ. U. S. Military Assistance Command, Vietnam), сокращённо КОВПВ или MACV — объединённая штабная структура при Министерстве обороны США, существовавшая во время Вьетнамской войны и руководившая всеми американскими войсками. Изначально MACV рассматривался как помощник Консультативной группы по оказанию военной помощи во Вьетнаме (англ. MAAG Vietnam), который всего лишь следил за оказанием военной помощи Южному Вьетнаму.
Командование было создано 8 февраля 1962 года в связи с расширением объёма военной помощи, которую США оказывали Южному Вьетнаму. 15 мая 1964 года Консультативная группа, размер которой уже был слишком велик, была поглощена Командованием по оказанию военной помощи. 29 марта 1973 года MACV был расформирован, а на его место пришёл Аппарат военного атташе в Сайгоне, который сохранил ряд функций MACV (при ограничениях, наложенных в рамках Парижского мирного соглашения) и действовал вплоть до падения Сайгона.

## Образование и развитие
Командование по оказанию военной помощи Вьетнаму (КОВПВ или MACV) было образовано 8 февраля 1962 года распоряжением командующего Тихоокеанским флотом ВМС США адмиралом Гарри Д. Фельтом (англ. Harry D. Felt). Главой командования был назначен генерал-лейтенант Пол Харкинс, заместитель командующего американскими войсками на Тихом океане, который участвовал в планировании военных операций в Юго-Восточной Азии. Фактически Харкинс стал высшим офицером командования всех американских войск в Южном Вьетнаме, возлагая на себя обязанности за ведение боевых действий и оказание помощи правительству Южного Вьетнама по вопросам безопасности, организации и развития вооружённых сил и военизированных формирований.
Численность MACV изначально насчитывала 216 человек: 113 военнослужащих Армии США, 35 из ВМС США, 18 из КМП США и 50 из ВВС США. Подобное соотношение военнослужащих за время войны почти не менялось. MACV изначально рассматривался как временный штаб, который должен был покинуть свои позиции в случае, когда власти Южного Вьетнама возьмут ситуацию с Вьетконгом под свой полный контроль. Аналогично штаб Консультативной группы по оказанию военной помощи (MAAG) должен был вернуться в расположение американских войск в таком случае, поэтому у обоих штабов были свои штаб-квартиры.
В марте 1962 года штаб американских войск на Тихом океане снял «временный» статус с Группы поддержки Армии США (англ. United States Army Support Group) во Вьетнаме, присоединив группу к силам Армии США на островах Рюкю, и закрепил за ней обязанности по административным вопросам и снабжению, а также перевёл командира этой группы под подчинение MACV. Соответственно, снабжение всех частей Армии США в Южном Вьетнаме возлагалось на это же группу. В течение 1962 года численность американских войск в Южном Вьетнаме выросла с тысячи человек до 11 тысяч.
В течение 1963 года обязанности Группы поддержки Армии США расширились, включив в себя обязательство оказывать поддержку на поле боя и обеспечивать снабжение частей; также продолжилось усиление американского контингента из авиации, войск связи, разведывательных частей, подразделений специального назначения и транспортных частей. Американский контингент достиг размера 17068 человек (в том числе 10916 человек из Армии США), в связи с чем командующий Группой поддержки Армии США генерал Джозеф Уорден Стилвелл-младший в конце 1963 года предложил переименовать группу во Вспомогательное командование Армии США во Вьетнаме (англ. U.S. Army Support Command, Vietnam). Харкинс поддержал идею переименования, а позже её одобрили командующий американских войск на Тихом океане генерал Джеймс Фрэнсис Коллинз и адмирал Гарри Фельт. Новое наименование было официально утверждено 1 марта 1964 года.
15 мая 1964 года MACV претерпел очередные изменения: когда развёртывание войск стало слишком сложной задачей для MAAG, последний влился в состав MACV. Была образована Группа военно-морских советников (англ. Naval Advisory Group), а командиром воздушного компонента MACV был назначен командир 2-й авиационной дивизии. В том же году численность личного состава американского контингента во Вьетнаме выросла с 16 до 23,3 тысяч человек (в том числе с 10716 до 16 тысяч военнослужащих Армии США), хотя логистические операции были значительно затруднены и являлись крайне ограниченными. В связи с этим было образовано 1-е командование логистики.
Крупномасштабные развёртывания сил начались после прибытия в марте 1965 года в Дананг 9-й экспедиционной бригады Корпуса морской пехоты США. 6 мая 1965 в Дананг прибыло 3-е экспедиционное соединение морской пехоты, командир которого, генерал-майор Уильям Р. Коллинс был назначен командующим морским компонентом MACV.

## Структуры в подчинении
В ведении Командования находились следующие структуры:
- Армия США во Вьетнаме[англ.] (USARV)
- 1-й полевой корпус, Вьетнам[англ.] (I FFV)
- 2-й полевой корпус, Вьетнам[англ.] (II FFV)
- 24-й корпус[англ.]
- 3-й амфибийный корпус морской пехоты (III MAF)
- Военно-морские силы во Вьетнаме[англ.] (NAVFORV)
- 7-я воздушная армия[англ.] (7AF)
- 5-я группа войск специального назначения[англ.]
- Программа гражданских операций и поддержки революционного развития[англ.] (CORDS)
- Группа исследований и наблюдений (MACV-SOG)
- Полевой наблюдательный элемент (англ. Field Advisory Element, MACV)

## Командующие
Должность главы Командования была известна под аббревиатурой COMUSMACV. Фактически COMUSMACV отвечал за действия всех вооружённых сил США на территории Вьетнама, а также имел право обсуждать операции американских и южновьетнамских войск с военным и политическим руководством Южного Вьетнама.
Должность командующего занимали следующие лица:
- Пол Харкинс (февраль 1962 — июнь 1964)
- Уильям Уэстморленд (июнь 1964 — июнь 1968)
- Крейтон Абрамс (июль 1968 — июнь 1972)
- Фредерик Вейэнд (июнь 1972 — март 1973)

## Расформирование
К 29 марта 1973 года в Южном Вьетнаме оставались только делегаты Четырёхсторонней объединённой военной комиссии (англ. Four-Party Joint Military Commission), которая была учреждена в рамках подписания Парижского мирного соглашения и следила за соблюдением режима прекращения огня; 50 человек из сайгонского Аппарата военного атташе и 143 солдата из Охранного отряда морской пехоты. В 11:00 по распоряжению Фредерика Вейэнда в рамках небольшой церемонии был спущен флаг Командования по оказанию военной помощи, что означало формальное расформирование КОВПВ.
Командование было награждено южновьетнамским крестом «За храбрость».

## Штаб-квартира
Штаб КОВПВ располагался на авиабазе Таншоннят (ныне одноимённый международный аэропорт) северо-западнее Сайгона и иногда неофициально упоминался как «Пентагон Восток» (Pentagon East).

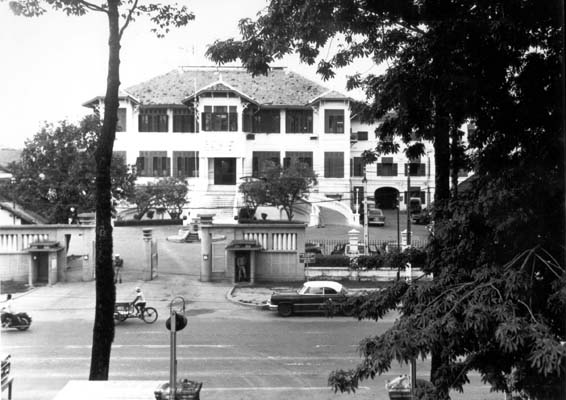
Первоначальный штаб КОВПВ в Сайгоне, квартал Тёлон, улица Чан Хынг Дао, дом 606
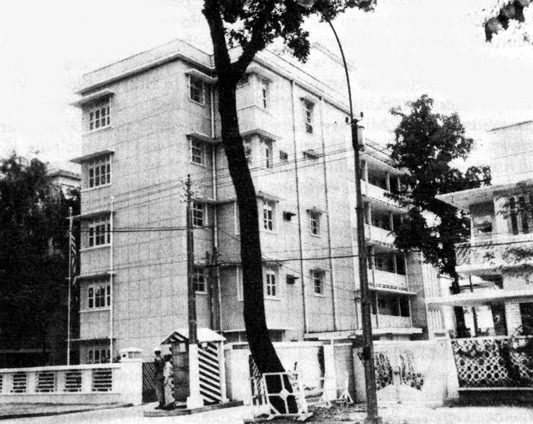
Вход во второй штаб КОВПВ в Сайгоне, улица Пастера, дом 137
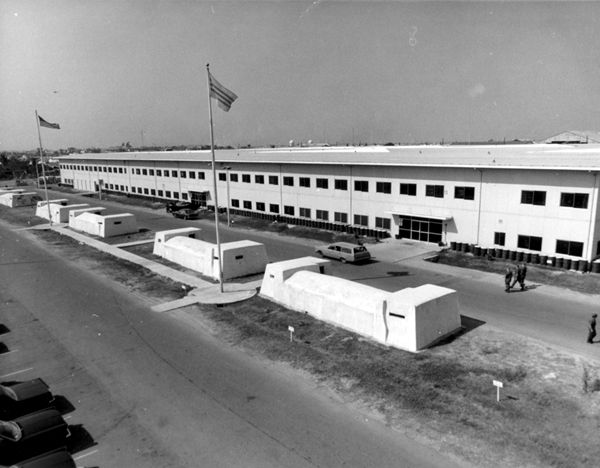
Штаб КОВПВ на авиабазе Таншоннят[англ.] (Пентагон Восток), 1969 год